# Scytalopus whitneyi
Scytalopus whitneyi — вид горобцеподібних птахів родини галітових (Rhinocryptidae). Описаний у 2020 році. Вид названо на честь американського орнітолога Брета М. Вітні.

## Поширення
Ендемік Перу. Ареал виду розділений на дві частини: одна ділянка знаходиться в східній частині Аякучо на південь від річки Мантаро, а інша — на південний східніше першої в департаменті Апурімак між річками Апурімак і Пампас. Населяє чагарникові та трав'янисті ландшафти на крутих скелястих схилах на висотах від 3500 до 4200 м над рівнем моря.